# Jens Møller (teolog)
 Der er flere personer med dette navn, se Jens Møller.
Jens Møller (19. marts 1779 – 25. november 1833) var en dansk teolog og historiker.

## Uddannelse og karriere
Jens Møller var søn af sognepræst Jochum Christian Møller og Christiane Birgitte født Beeske, er født i Karrebæk præstegård. Moderen døde, da han var 5, faderen, da han var 10 år gammel, hvorefter hans stedmoder, Karen født Bagger, satte ham i Slagelse skole. Han påskønnede hele sit liv igennem den undervisning, han her fik af rektor Peder Wøldike, der var den af alle hans lærere, hvem han skyldte mest. Han dimitteredes til Københavns Universitet 1797. Det var dengang hans Ønske at blive skolemand eller at søge ansættelse i det udenlandske departement; til teologien derimod havde han ingen lyst; tonen i dannede kredse var irreligiøs, den præst, der troede på Bibelen, ansåes enten for en hykler eller en dosmer, og ingen af delene ville han være. Han havde desuden fået en dårlig religionsundervisning, 6 lærebøger havde han måttet lære at opremse, uden at nogen af dem havde fået nogen virkelig betydning for ham. Men Ove Høegh-Guldberg, der var en slægtning af hans stedmoder og understøttede hende, ønskede, at han skulle tage teologisk embedseksamen, og han rettede sig da efter ønsket og blev kandidat 1800. Han vaklede en tid mellem forskellige standpunkter, i det også han blændedes af den kantiske filosofis glans, men hans barndoms kristelige opdragelse og hans yndlingsbog, Johann Christoph Doederleins «Institutio theologiæ Christianæ», bevarede ham for egentlig vantro.
Men det var ikke embedsstudiet, der optog hans tanker, men æstetikken. Mens han var huslærer (1800-2), konkurrerede han sammen med Ludvig Stoud Platou og Adam Oehlenschläger ved besvarelsen af en prisopgave: "Var det gavnligt for Nordens skjønne Litteratur, om den gamle nordiske Mythologi blev indført og af vore Digtere i Almindelighed antaget i Steden for den græske?".
Møller, der havde besvaret spørgsmålet bejaende, opnåede dog kun et accessit. Det følgende år, 1802, fik han Universitetets guldmedalje for en filologisk afhandling. Samme år ansattes han som adjunkt i Slagelse, og her vandt han 1806 Videnskabernes Selskabs guldmedalje for en historisk afhandling om misbrugen af den såkaldte pragmatiske historie. Han havde således tilstrækkelig vist, at han havde mange kundskaber og forstod at finde udtryk for sine tanker, så det var naturligt, at han fik ansættelse ved universitetet. 1808 beskikkedes han til ekstraordinær professor i teologi; 1813 blev han ordinær professor, og samme år disputerede han for den teologiske doktorgrad.
Møller har selv udtalt, at han ikke nok kan takke Gud, som gav ham den store lethed til at arbejde, den utrættelige lyst og fyrighed til at tænke, tale og skrive. I virkeligheden er det også en overordentlig stor virksomhed, han har udfoldet både som universitetslærer og forfatter. Men det er gået ham som så mange, for hvem arbejdet faldt let: de har heller ikke rigtigt fået øje for dybden og vanskeligheden i de opgaver, der var stillede dem.
Mindst betydning har måske hans egentlige lærervirksomhed. Det var kirkehistorien, der blev hans hovedfag, og uagtet hans foredrag ikke var heldigt, forstod han dog ved sin livlighed og de talrige anekdoter, han fortalte, at tiltrække tilhørerne. Men overblikket og fremstillingen af personernes og begivenhedernes betydning for udviklingen manglede.
Han fik selvfølgelig en del forskellige hverv, således var han medlem af den 1815 nedsatte kommission, der reviderede oversættelsen af det nye Testamente, ligesom han var et virksomt medlem af direktionen for Bibelselskabet, og han forsvarede udbredelsen af bibler uden nogen tilføjet forklaring mod de indvendinger, der fra rationalistisk side gjordes derimod. Da kommissionen ikke, som den havde ventet, fik ordre til også at revidere det gamle Testamente, oversatte Møller i forening med Rasmus Møller dettes poetiske og profetiske skrifter (1828-30). Han var ligeledes formand for direktionen for Borgerdydskolen på Christianshavn, et hverv, han satte meget pris på.

## Theologisk Bibliothek og de teologiske stridigheder
Størst betydning for kirken fik han dog som udgiver af Theologisk Bibliothek og Nyt theologisk Bibliothek (40 bind, 1811-32). Det indeholdt talrige oversættelser eller udtog af tyske skrifter, men også mange originale bidrag, for en stor del af ham selv.
Hans egne teologiske anskuelser var kun lidt udprægede; men han lod med stor liberalitet forskellige meninger komme til orde, og han var til en vis grænse ofte villig til at anerkende det gode selv hos mænd og retninger, som han ikke sympatiserede med. Således udtalte han 1823 om de akrifter med herrnhutisk farve, der udgaves af et selskab af fynske præster, at om de end ikke svarede til hans ideal, så var de dog forfattede i en sand kristelig ånd, forståelige for menigmand og i det hele såre
hensigtsmæssige. Han holdt sit tidsskrift uden for den strid, som Grundtvig vakte, om der end i det vil kunne findes mange hentydninger til den. Kun da der i tyske tidsskrifter i afhandlinger af Andreas Gottlob Rudelbach og Matthias Hagen Hohlenberg taltes temmelig hånlig om Møller så vel som om hans kollega P.E. Müller, tog han til genmæle.
Rudelbach havde kun givet hans tidsskrift den meget betingede ros, "at det ikke var stilet paa at oprykke Kristendommen med Rod". Møller derimod hævdede, at man ikke, selv i de første bind, hvor han indrømmede, at hans anskuelser endnu havde været vaklende, skulle finde nogen dogmatisk vildfarelse, som, selv i en strengere tidsalder end vor, kunne fordre en formelig tilbagekaldelse. Fra den anden side bebrejdedes der ham mangel på skarphed og grundighed i kritikken ligesom på enhed og konsekvens i de teologiske synsmåder. Dette var sikkert mere begrundet; men Møller kunne dog med rette sige, at han ikke var afvekslende rationalist og supranaturalist, fordi han afviste begge retninger og beskyldte dem for ensidighed. Han gjorde kun fordring på at gælde for en bibelsk teolog eller, hvis man heller ville bruge skolesproget, en rationel supranaturalist. I den samme artikel, hvor han såaledes forsvarede sig selv , udtalte han sig ikke blot om Grundtvig, men også om Jacob Christian Lindberg med en anerkendelse, der i disse stridens år sjælden hørtes fra deres modstandere.
Da Carl Holger Visby i sin strid med Lindberg 1831 søgte at erhverve en udtalelse fra det teologiske fakultet i København om sin rettroenhed, var det Møllers vægring ved at tiltræde en sådan, der gjorde det nødvendigt for ham at søge den i Kiel. Det har utvivlsomt haft ikke ringe betydning, at det mest udbredte teologiske tidsskrift indtog en holdning der således viste kulør.

## Jens Møller som historiker
Størst betydning har dog Møller som historiker og især som biograf, dels af kirkens mænd, biskop Nicolai Edinger Balle, Christian Bastholm, Niels Hemmingsen, Jesper Rasmussen Brochmand, Hans Svane, Erik Pontoppidan og flere, dels af mænd, der tilhøre den verdslige historie f.eks. Mindeskrift over Daniel Rantzau, Hans Grams Levned og Fortjenester, bidrag til Frederik 4.’s privathistorie, Dronning Anna Sophies Liv og Levned m. m. Disse biografier udkom dels i tidsskrifter, der redigeredes af andre, dels i dem, han selv udgav, foruden de allerede nævnte: Historisk Kalender (I-III, 1814-17, sammen med Laurids Engelstoft), Tidsskrift for Kirke og Theologi (I-IV, 1832-34) og især Mnemosyne eller Samling af fædrenelandske Minder og Skildringer (I-IV, 1830-33). I de 3
sidste bind af dette har han meddelt talrige, for en stor del fra Gehejmearkivet hentede oplysninger om Christian 6. og hans mænd i den hensigt at rette det billede, som Niels Ditlev Riegels og Frederik den Store af Preussen havde givet af den nævnte konge. Det er kun en materialsamling, her meddeles, og det er ikke vanskeligt at påvise, at Møller ofte har ladet det mangle på kritik, og at den lethed, hvormed han arbejdede, kunne udarte til løshed; men ikke blot er hans samlinger blevet grundlaget for alle senere bearbejdelser af Christian 6.’s historie, men eftertiden har i det hele kun haft lidt at rette på det billede af ham, som Møller stiller os for øje.
Det er sagt og kan siges med rette, at Møllers smag og æstetiske sans er usikker, og at der er noget selv for hans tid gammeldags ved hans fremstilling. Hans historiske arbejder have også en bestemt patriotisk hensigt: de skulle tjene til hans fædrelands forherligelse. Men ikke desto mindre betegner de en forandring fra den rationalistiske historieskrivning; han anlægger ikke sin egen tids begreber og moral som målestok på fortidens mænd, men stræber at opfatte og fremstille dem i sammenhæng med deres tid. Det må vel anses som en betingelse for at kunne skrive en biografi, at forfatteren føler sympati for den mand, der er genstand for den. Dette gør Møller i høj grad; det er hans glæde at kunne fremhæve de gode sider og at kunne retfærdiggøre dem, om hvem der tidligere er blevet fældet hårde domme; men på den anden side går han også let hen over skyggesiderne; hans billeder bliver for lyse og mangler derfor det fulde liv, det rette virkelighedspræg.
Men ikke desto mindre have de bidraget overordentlig meget til at vække historisk interesse hos samtiden. Han har rejst mange af Danmarks betydelige mænd både fra ældre og nyere tid minder, uden hvilke deres eftermæle ville have stået utydeligt og udvisket, og han skrev ikke blot for videnskabmændene, men hans biografier meddeltes i en for alle dannede let læselig form. Nu søges de næppe mere af den store læsekreds; men der er ikke mange af dem, der have beskæftiget sig med Danmarks historie i tiden efter reformationen, der ikke står i gæld til ham.
Endnu skal det bemærkes, at Møller bevarede sin ungdoms interesse for litteraturen i almindelighed. Han redigerede Dansk Litteraturtidende 1830-33; men han havde i årene 1811-18 næsten været dens eneste æstetiske recensent, foruden at han anmeldte mange andre bøger. Han optrådte også selv som digter med Bidrag til en dansk historisk Anthologi ; men disse kunne ikke kaldes vellykkede.
Møller, som 1813 optoges i Det kongelige danske Selskab for Fædrelandets Historie og 1814 i Videnskabernes Selskab, og som 2 gange (1822-23 og 1832-33) beklædte værdigheden som universitetets rektor, ægtede 1803 Abel Sophie Lund (født 1783 død 1823), datter af købmand Jonas Lund i Slagelse, og efter hendes død 1825 Sophie Christine Kellermann (født 1803), datter af justitsråd, amtsskriver og toldforvalter Peter Johann Wilhelm Kellermann i Neumünster. Hun overlevede ham længe.